# Kwintyn (męczennik)
Święty Kwintyn (łac. Quintinus; zm. ok. 287) – męczennik, święty katolicki i prawosławny.
Według legendy był rzymskim obywatelem, synem senatora. Ze św. Lucjanem z Beauvais przybył do Galii jako misjonarz. Kwintyn osiadł w Amiens, gdzie dokonał wielu cudów. Ze względu na swoje kazania, był więziony przez prefekta Rykcjowara (Rictiovarus, Rictus Varus). Kwintyn był torturowany, ale nie wyrzekł się wiary. Miał zostać przetransportowany do Reims, ale po drodze, w miasteczku o nazwie Augusta Veromanduorum (obecnie Saint-Quentin, Vermand), cudem uciekł i znowu zaczął swoje nauczanie. Następnie został ponownie złapany, po czym został ścięty i rzucony do bagna wokół rzeki Somma.
Kult Świętego Kwintyna był popularny w średniowieczu, zwłaszcza w północnej Francji - o czym świadczy znaczna liczba nazw miejscowości pochodzących od świętego (Saint-Quentin). Grób był ważnym miejscem pielgrzymek, bardzo faworyzowany przez Karolingów (kościół był jednym z najbogatszych w Pikardia).
W Martyrologium Rzymskim Święty Kwintyn figuruje pod dniem 31 października. Jest patronem w chorobach dróg oddechowych, kaszlu.